# Andriej Tołoczko
Andriej Tołoczko ros. Андрей Толочко (ur. 5 stycznia 1969 w Zelwie) – były ukraiński siatkarz grający na pozycji środkowego. Obecnie trener siatkarski. Od lutego 2022 pełni funkcję pierwszego trenera Zenitu Petersburg, po tym jak Tuomas Sammelvuo zrezygnował z tej funkcji. Posada została mu powierzona do końca sezonu.

## Kariera zawodnicza
- 1984–1995 Awtomobilist Sankt Petersburg
- 1995–1996 Maccabi Tel Awiw
- 1996–1997 Medikémia-Szeged
- 1997–1998 Perttelin Peikot
- 1998–1999 Awtomobilist Sankt Petersburg[3]
- 1999–2002 KS Jastrzębie Borynia
- 2002–2003 Bałtika Sankt Petersburg

## Kariera trenerska
- 2003–2009 Awtomobilist Sankt Petersburg – asystent trenera
- 2009–2012 Awtomobilist Sankt Petersburg
- 2012–2013 Gazprom-Jugra Surgut
- 2013–2014 Awtomobilist Sankt Petersburg
- 2014–2015 Leningradka Petersburg – asystent trenera
- 2017–2022 Zenit Petersburg – asystent trenera (do 02.2022)
- 2022      Zenit Petersburg (od 02.2022)

## Sukcesy
- – mistrzostwo Rosji (1992, 1993)
- – wicemistrzostwo Węgier (1997)
- – wicemistrzostwo Finlandii (1998)
- – brązowy medal mistrzostw Polski (2001)
- – Puchar ZSRR (1989)
- – Puchar CEV (1989)